# Naturschutzgebiet Wimberner Bach
Das Naturschutzgebiet Wimberner Bach ist ein 13 ha großes Naturschutzgebiet (NSG) südlich und nordöstlich von Wimbern im Gemeindegebiet von Wickede im Kreis Soest in Nordrhein-Westfalen. Das NSG wurde 2006 vom Kreistag des Kreises Soest mit dem Landschaftsplan Ense-Wickede ausgewiesen. Das NSG grenzt im Westen und Süden direkt an die Kreisgrenze. Auf dem Stadtgebiet von Arnsberg im Hochsauerlandkreis grenzt im Süden direkt das Naturschutzgebiet Lürwald an. Das NSG ist seit 2004 Teil des FFH-Gebietes Lürwald und Bieberbach (Nr. DE-4513-301) und auch als Teil des Europäischen Vogelschutzgebietes Lürwald und Bieberbach (Nr. DE-4513-401). Das NSG besteht aus zwei Teilflächen.

## Gebietsbeschreibung
Bei dem NSG handelt es sich um den naturnahen mäandrierenden Mittelgebirgsbach Wimberner Bach mit Kiesbänken, Steilufern und Stillwasserbereichen. Die Uferpartien werden teils von Erlengaleriewäldern und häufig auch von Fichten begleitet. Die Aue wird Teils als Wirtschaftsgrünland genutzt.
Im NSG wurden Arten wie Kammmolch, Bachneunauge und Groppe nachgewiesen. Vom Anhang II der FFH-Richtlinie wurde u. a. die folgenden Vogelarten gefunden: Eisvogel, Wespenbussard, Mittelspecht, Grauspecht, Schwarzstorch, Neuntöter und Rotmilan.

## Schutzzweck
Das NSG soll Bach und die Aue mit ihrem Arteninventar schützen. Wie bei allen Naturschutzgebieten in Deutschland wurde in der Schutzausweisung darauf hingewiesen, dass das Gebiet „wegen der Seltenheit, besonderen Eigenart und Schönheit des Gebietes“ zum Naturschutzgebiet erklärt wurde. 